# Derventio
Derventio era una piccola città della provincia romana della Britannia. Oggi la località in cui sorgeva è nota come Little Chester, alla periferia di Derby, città che si trova nella contea inglese del Derbyshire.

## Descrizione
La prima fortezza romana nella zona è stata costruita sulla riva opposta del fiume Derwent, a Strutt's Park e venne poi sostituita su questo sito, all'incirca nell'80 d.C., da un forte. Questo edificio però è rimasto in funzione solo una quarantina d'anni e poi è stato dismesso, nonostante in questa zona ci fosse una notevole attività da parte degli occupanti romani, dal momento che il presidio era collegato ad ovest da una strada verso la via Icknield, e ad est da una strada verso Sawley sul fiume Trent. Un vicus fortificato in cui si fabbricava ceramica e si lavorava anche il ferro venne costruito a circa 600 metri ad est verso la strada per Sawley. La fortezza fu in seguito rioccupata e riutilizzata per altri 25 anni e ciò comportò un lavoro di ristrutturazione e rafforzamento delle mura difensive e delle palizzate di legno, cui si aggiunse l'erezione di porte in pietra. Da allora fu costantemente occupato fino alla fine del III secolo, quando mura di pietra vennero costruite intorno alla città. La cittadina non sopravvisse al crollo del mondo romano in Britannia alla fine del IV secolo.
La moderna Old Chester Road interseca il sito della fortezza, e nel XIX secolo questo è stato inoltre tagliato da una linea della Midland Railway.
Il Derby Museum and Art Gallery ospita ed espone i ritrovamenti archeologici rinvenuti a Derventio.

## Contesto storico
Questa parte della Britannica venne occupata da una tribù conosciuta come i cornovi. Nel 46-47 d.C. l'esercito romano sotto la direzione del governatore Aulo Plauzio probabilmente aveva occupato le terre a sud del fiume Trent, così intorno al 50 d.C. questa era la linea del fronte. Vi è una carenza di documentazione scritta in questi anni e per questo gli storici si debbono affidare agli scavi archeologici. Nel tardo 47 il nuovo governatore della Britannia, Publio Ostorio Scapula, diede inizio ad una campagna militare contro le tribù del moderna Galles, e la piana di Cheshire. Durante questo periodo il forte romano di Strutt's Park fu uno dei nuovi forti costruiti lungo la strada nuova di approvvigionamento che da Wroxeter portava a Rossington.
La campagna per conquistare i Siluri continuò sotto il governatore Quinto Veranio Nipote e il suo successore Gaio Svetonio Paolino, ma ormai il ruolo del forte di Strutt Park fu quello di mantenere la pace. Intorno all'anno 74, le terre a nord del fiume Mersey divennero instabile quando la regina Cartimandus dovette ricercare l'ausilio delle truppe romane per combattere una ribellione. Poi, nel 78, Gneo Giulio Agricola, reso famoso attraverso la biografia altamente elogiativo scritta da suo genero Tacito, fu nominato governatore. Egli consolidò i forti, migliorò le infrastrutture stradali e diede il via ad alcune oramai ben documentate campagne militari: dapprima nell'anno 78 riconquistò il Galles del Nord, poi nel 79 d.C. procedette fino a sconfiggere i Briganti ed e Parisii, mettendo in questo modo tutto il Nord dell'Inghilterra fino alla attuale frontiera scozzese sotto i vessili romani. Il forte di Strutt Park venne abbandonato quando nell'80 d.C. venne costruita Derventio.
Derventio rimase occupata per 40 anni circa, fino a circa il 120: in quell'anno l'imperatore Adriano visitò la Britannia e diede ordine di costruire il famoso muro difensivo che porta il suo nome. Per i successivi duecento anni Derventio rimase un luogo privilegiato nella produzione di ceramiche ed in seguito, con l'accesso alle miniere di piombo a nord nel Peak District, divenne anche un centro per la lavorazione dei metalli.